# Молодечно (футбольний клуб)
«Молодечно» (біл. Маладзечна) — професіональний білоруський футбольний клуб з міста Молодечно Мінської області.

## Хронологія назв
- 1989 — «Металург»
- 1993 — ФК «Молодечно»
- 2001 — ФК «Молодечно-2000»
- 2006 — ФК «Молодечно»
- 2011 — ФК «Забудова»
- 2013 — ФСК «Молодечно-2013»
- 2015 — ФК «Молодечно-ДЮСШ-4»
- 2019 — ФК «Молодечно»

## Історія
Клуб був створений у 1989 році під назвою «Металург» за підтримки тодішнього директора Молодечнинського заводу порошкової металургії Геннадія Карпенка. «Металург» відразу вийшов у найсильніший дивізіон чемпіонату БРСР, а в 1991 став останнім переможцем Чемпіонату та Кубка БССР.
У 1992—2003 роках грав у Вищій лізі чемпіонату Білорусі (окрім 2000 року). У клубі починали кар'єру такі відомі гравці, як Олександр Вяжевич, брати Володимир і Михайло Маковські. В середині 2000-х років через фінансові проблеми клуб опустився в другу лігу, де займав місця в нижній частині турнірної таблиці.
У сезонах 2009—2011 років команда показувала хороші результати, але не змогла отримати підвищення. У 2012 році проблеми з фінансуванням призвели до чергового падіння в нижню частину таблиці.
У 2011 клуб, який довгий час був відомий під назвою «Молодечно», розпочав виступати як «Забудова», взявши назву головного спонсора. У 2013 році знову змінив назву — на «Молодечно-2013». За «Молодечно-2013» почали грати переважно мінські футболісти, в той же час у чемпіонаті Мінської області була заявлена команда «Молодечно-ДЮСШ-4» (фактично фарм-клуб «Молодечно-2013»), де грали наймолодші вихованці молодечненського футболу.
У лютому 2015 року стало відомо, що «Молодечно-ДЮСШ-4» буде виступати у Другій лізі замість «Молодечно-2013». Нова команда почала виступати набагато стабільніше й відразу очолила таблицю групи А, де в результаті перемогла. У фінальному етапі «Молодечно-ДЮСШ-4» поступилася конкурентам й не зуміла вийти до першої ліги, посівши четверте місце. Напередодні початку сезону 2016 року «Молодечно-ДЮСШ-4» мала можливість заявитися в Першу лігу замість команд, які припинили існування, але відмовилася і продовжила виступи у Другій лізі. У сезоні 2016 року команда довгий час йшла на третьому місці, яке забезпечувало вихід до Першої ліги, але в двох останніх турах програла своїм основним конкурентом — «Клецьку» та «Німану-Агро» — і завершила сезон на п'ятому місці.
У сезоні 2017 року молодеченський клуб розпочав співпрацювати з Андрієм Іваненко, який раніше працював з такими клубами, як «Рогачов-МК» і «Крумкачи». Завдяки Іваненку команду поповнив ряд гравців з досвідом виступів у Вищій лізі, були організовані закордонні передсезонні збори й т.п. Однак, в чемпіонаті «Молодечно-ДЮСШ-4» не змогла здолати основних конкурентів і посіла підсумкове шосте місце. Після закінчення сезону стало відомо, що молодечненський клуб припиняє співпрацю з Іваненком.
У сезоні 2018 року команда складалася переважно з юнацьких футболістів, до яких було додано невелику кількість запрошених, серед яких досвідчений Олег Страханович. Тривалий час «Молодечно-ДЮСШ-4» перебувала на останньому місці, першу перемогу клуб здобув лише у 13-му турі. Однак пізні успіхи дозволили команді піднятися на середину таблиці і закінчити сезон на 9 місці з 15.
У сезоні 2019 року команда стала називатися «Молодечно». Зберігши лідерів, молодецький клуб посилився низкою нових гравців, у тому числі з досвідом виступів у Вищій лізі. Ставши одним із фаворитів, завдяки вдало проведеній другій половині сезону, молодецький клуб став третім, що дало право на наступний сезон вийти до Першої ліги через розформування мінського «Торпедо».

## Досягнення

### Радянський період
- Чемпіонат Білоруської РСР
  -  Чемпіон (1): 1991

- Кубок Білоруської РСР
  -  Володар (2): 1990, 1991

- Кубок СРСР серед аматорів
  -  Володар (1): 1991

### Незалежна Білорусь
- Білоруська футбольна вища ліга
  - 4-те місце (1): 1994/95

- Перша ліга
  -  Чемпіон (2): 2000, 2024
  -  Бронзовий призер (1): 2009

- Кубок Білорусі
  - 1/2 фіналу (2): 1992, 1993/94

## Статистика виступів

### Чемпіонат Білоруської РСР
| Сезон | Ліга           | М | Іг | В  | Н | П | Голи  | Очки | Примітки           |
| ----- | -------------- | - | -- | -- | - | - | ----- | ---- | ------------------ |
| 1989  | Друга — 2 (Д2) | 1 | 22 | 15 | 4 | 3 | 53-19 | 34   | Вихід у Першу лігу |
| 1990  | Перша (Д1)     | 4 | 30 | 17 | 6 | 7 | 44-26 | 40   |                    |
| 1991  | Перша (Д1)     | 1 | 28 | 17 | 7 | 4 | 68-24 | 41   |                    |

### Чемпіонат і Кубок Білорусі
| Сезон   | Ліга                | М    | Іг  | В  | Н  | П  | Голи  | Очки | Кубок       | Примітки                          |
| ------- | ------------------- | ---- | --- | -- | -- | -- | ----- | ---- | ----------- | --------------------------------- |
| 1992    | Перша (Д1)          | 9    | 15  | 5  | 5  | 5  | 11-12 | 15   | 1/2 фіналу  |                                   |
| 1992-93 | Перша (Д1)          | 13   | 32  | 7  | 10 | 15 | 34-40 | 24   | 1/4 фіналу  |                                   |
| 1993-94 | Перша (Д1)          | 9    | 30  | 10 | 11 | 9  | 35-31 | 31   | 1/2 фіналу  |                                   |
| 1994-95 | Перша (Д1)          | 4    | 30  | 12 | 11 | 7  | 48-30 | 35   | 1/4 фіналу  |                                   |
| 1995    | Перша (Д1)          | 5    | 15  | 8  | 1  | 6  | 33-19 | 25   | 1/4 фіналу  |                                   |
| 1996    | Перша (Д1)          | 8    | 30  | 11 | 8  | 11 | 42-33 | 41   | 1/8 фіналу  |                                   |
| 1997    | Перша (Д1)          | 13   | 30  | 7  | 9  | 14 | 28-44 | 30   | 1/4 фіналу  |                                   |
| 1998    | Вища (Д1)           | 14   | 28  | 4  | 4  | 20 | 21-51 | 16   | 1/4 фіналу  |                                   |
| 1999    | Вища (Д1)           | 16   | 30  | 2  | 5  | 23 | 21-71 | 11   | 1/8 фіналу  | Виліт у Першу лігу                |
| 2000    | Перша (Д2)          | 1    | 30  | 23 | 5  | 2  | 76-16 | 74   | 1/32 фіналу | Вихід у Вищу лігу                 |
| 2001    | Вища (Д1)           | 10   | 26  | 8  | 5  | 13 | 23-47 | 29   | 1/8 фіналу  |                                   |
| 2002    | Вища (Д1)           | 13   | 26  | 3  | 3  | 20 | 23-59 | 13   | 1/8 фіналу  |                                   |
| 2003    | Вища (Д1)           | 16   | 30  | 3  | 7  | 20 | 19-52 | 16   | 1/8 фіналу  | Виліт у Першу лігу                |
| 2004    | Перша (Д2)          | 13   | 30  | 9  | 4  | 17 | 27-54 | 31   | 1/16 фіналу | Відмова і перехід у Другу лігу    |
| 2005    | Друга (Д3)          | 12   | 26  | 5  | 3  | 18 | 21-54 | 18   | 1/32 фіналу |                                   |
| 2006    | Друга (Д3)          | 16   | 32  | 5  | 5  | 22 | 33-71 | 20   | 1/32 фіналу |                                   |
| 2007    | Друга (Д3)          | 14   | 30  | 7  | 4  | 19 | 28-71 | 25   | 1/32 фіналу |                                   |
| 2008    | Друга (Д3)          | 8    | 30  | 11 | 10 | 9  | 55-43 | 43   | 1/32 фіналу |                                   |
| 2009    | Друга (Д3)          | 3    | 26  | 15 | 3  | 8  | 55-31 | 48   | 1/16 фіналу |                                   |
| 2010    | Друга (Д3)          | 4    | 34  | 17 | 6  | 11 | 69-52 | 57   | 1/16 фіналу |                                   |
| 2011    | Друга (Д3)          | 4    | 30  | 17 | 7  | 6  | 58-38 | 58   | 1/32 фіналу |                                   |
| 2012    | Друга (Д3)          | 15   | 36  | 12 | 2  | 22 | 45-86 | 38   | 1/32 фіналу |                                   |
| 2013    | Друга (Д3)          | 10   | 24  | 6  | 4  | 14 | 32-51 | 22   | 1/64 фіналу |                                   |
| 2014    | Друга — Б (Д3)      | 8    | 22  | 9  | 1  | 12 | 43-41 | 28   | 1/32 фіналу |                                   |
| 2014    | Матчі за 15 місце1  | 16   | 2   | 1  | 0  | 1  | 4-5   |      | 1/32 фіналу |                                   |
| 2015    | Друга — А (Д3)      | 1    | 18  | 13 | 3  | 2  | 49-13 | 42   | 1/32 фіналу | Вихід у фінальний етап            |
| 2015    | Фінальний етап      | 4    | 14² | 5  | 5  | 4  | 18-15 | 20   | 1/32 фіналу |                                   |
| 2016    | Друга (Д3)          | 5    | 24  | 13 | 4  | 7  | 60-22 | 43   | 1/32 фіналу |                                   |
| 2017    | Друга (Д3)          | 6    | 26  | 13 | 6  | 7  | 70-37 | 45   | 1/16 фіналу |                                   |
| 2018    | Друга (Д3)          | 9    | 28  | 8  | 7  | 13 | 46–64 | 31   | 1/32 фіналу |                                   |
| 2019    | Друга (Д3)          | 3    | 28  | 22 | 1  | 5  | 91–26 | 67   | 1/32 фіналу | Вихід у Першу лігу                |
| 2020    | Друга (Д3)          | 1    | 20  | 15 | 3  | 2  | 59–18 | 48   | 1/64 фіналу | Відмова і повернення в Другу лігу |
| 2020    | Фінальний етап (Д3) | 3    | 10  | 4  | 1  | 5  | 15–20 | 13   | 1/64 фіналу |                                   |
| 2020    | Перехідні матчі     |      | 2   | 0  | 1  | 1  | 0–4   |      | 1/64 фіналу |                                   |
| 2021    | Друга (Д3)          | 1    | 18  | 17 | 0  | 1  | 99−12 | 51   | 1/16 фіналу |                                   |
| 2021    | Друга (Д3)          | 1    | 1   | 0  | 1  | 0  | 0–0   |      | 1/16 фіналу |                                   |
| 2021    | Плей-оф (Д3)        | 9-16 | 2   | 0  | 2  | 0  | 0–0   |      | 1/16 фіналу | Вихід у Першу лігу                |
| 2022    | Перша (Д2)          | 8    | 24  | 7  | 8  | 9  | 30–45 | 29   | 1/16 фіналу |                                   |
| 2023    | Перша (Д2)          | 11   | 32  | 11 | 8  | 13 | 51–56 | 29   | 1/16 фіналу |                                   |
| 2024    | Перша (Д2)          | 1    | 34  | 23 | 7  | 4  | 62−26 | 76   | 1/16 фіналу | Вихід у Вищу лігу                 |

- 1 Стикові матчі проти клубу «Рогачов», який зайняв 8 місце в групі А (3:2, 1:3).
- 2 Включаючи 6 матчів, перенесених з 1-го раунду. Показники власне фінального етапу: 8 матчів, 2-2-4, різниця м'ячів 6-10.

## Відомі гравці
- Сергій Гомонов
- Георгій Кондратьєв
- Леонід Кучук
- Олег Кубарєв
- Володимир Маковський
- Дмитро Молош
- Володимир Коритько
- Сергій Кабельський

## Відомі тренери
- Сергій Боровський (1989—1994)
- Костянтин Харламов (1994)
- Людас Румбутіс (1994—1995)
- Ігор Бєлов (1996—1997)
- Леонід Кучук (1998)
- Людас Румбутіс (2000 — липень 2002)
- Олександр Кістень (липень — листопад 2002)
- В'ячеслав Акшаєв (2003, до травня)
- Ігор Гасюто (травень — липень 2003)
- Руслан Лукін (липень 2003—2007)
- Олександр Гармоза (2008—2012)
- Денис Метлицький (2013 — квітень 2014)
- Дмитро Гончаров (квітень 2014 — лютий 2015)
- Олександр Гармоза (квітень 2015—2016)
- Сергій Драхович (лютий — грудень 2017)
- Валерій Вєтров (з березня 2018)